# Шлёцер, Борис де
Борис де Шлёцер (собственно Борис Фёдорович Шлёцер, фр. Boris de Schloezer, 8 декабря 1881, Витебск — 7 октября 1969, Париж) — французский писатель, литературный и музыкальный критик. Выходец из России, с 1921 жил во Франции.

## Биография и творчество
Из музыкальной семьи. Мать — бельгийка, пианистка, ученица Т.Лешетицкого, отец — правительственный чиновник, потомок известного российско-немецкого историка Августа Людвига фон Шлёцера, дядя — профессор Московской консерватории. Получил хорошее музыкальное образование, но отказался от карьеры музыканта. Закончил философское отделение Брюссельского университета (1901), вернулся в Россию как корреспондент одного из брюссельских журналов. В России печатался в журналах «Аполлон», «Золотое руно», «Музыкальный современник», выступал с лекциями и докладами. С 1921 жил в Париже. Родственник А. Н. Скрябина (композитор был женат на его сестре Татьяне), автор книги о нём (1923), монографий об И. Стравинском (1929), И. С. Бахе (1947) и других глубоких музыковедческих работ («Проблемы современной музыки», 1959, в соавторстве с М. Скрябиной, дочерью композитора). Во Франции сотрудничал с русскими изданиями Звено, Современные записки, Последние новости, французскими журналами Ревю мюзикаль, Нувель ревю франсез. В годы войны был интернирован вишистскими властями, в лагере встретился с Артюром Адамовым, который оставил воспоминания об этом эпизоде.
Дружил и переписывался с П. Сувчинским. Был близок к А. М. Ремизову и  Л. Шестову, переводил на французский и комментировал его труды, произведения Лермонтова, Гоголя, А. К. Толстого, Достоевского, Л. Толстого, Н. Лескова, Чехова, Бунина, В. Розанова. Был близок к редакции издававшегося в 1967—1972 журнала Эфемер, в редакцию которого входили Г. Пикон, Ж. Дюпен, И. Бонфуа, Л.-Р. Дефоре, А. дю Буше, к которым позже присоединились П. Целан и М. Лейрис. Автор повестей «Секретный доклад» (1964), «Моё имя — никто» (1969).
Умер в 1969 году. Похоронен на кладбище Баньё.

## Воздействие
Музыковедческие  сочинения Шлёцера переведены на несколько языков, включая японский. Он оказал глубокое личное влияние на И.Бонфуа, Ж.Старобинского, композитора Андре Букурешлева. Воздействие его переводов Шестова, Достоевского, Л.Толстого, Бунина на французскую и европейскую литературу середины и второй половины XX в. от Камю до Кортасара было не слишком заметным внешне, но глубоким.

## Сочинения
- А.Скрябин: монография о личности и творчестве. Берлин: Грани, 1923
- Gogol. Paris: Librairie Plon, 1932 (переизд. 1946)
- Introduction à J.-S. Bach; essai d’esthétique musicale. Paris: Gallimard, 1947
- Mon nom est personne. Paris: Seghers, 1969
- Alexandre Scriabine. Paris: Librairie des Cinq continents, 1975.
- http://www.persee.fr/web/revues/home/prescript/article/rfsoc_0035-2969_1962_num_3_4_6129 Архивная копия от 2 июня 2009 на Wayback Machine)

## Другие публикации
- Письма к П.Сувчинскому// Петр Сувчинский и его время. М.: Композитор, 1999, с.197-210.